# TermCoord
Підрозділ Європейського парламенту з координування термінології (TermCoord) був створений у 2008 році для стимулювання й координування розробки термінології в перекладацьких підрозділах Європейського парламенту в Люксембурзі. Він надає перекладачам і фахівцям із термінології 24 мовних підрозділів інструменти, ресурси, підтримку і можливість навчання для полегшення їхньої повсякденної перекладацької праці. Крім того, метою TermCoord є збільшення внеску різних установ Європейського парламенту в IATE — термінологічну базу даних ЄС.

## Історія
Наразі документи Європейського Союзу створюються 24 офіційними мовами, причому версія кожною з цих мов вважається автентичною. Отже, переклад є невіддільною частиною процесу підготовки документів й ухвалення законодавчих актів. Щоб охопити більшу частину цього обсягу перекладацької праці в 552 можливих комбінаціях мов, європейські установи наймають багато сотень перекладачів. Систему забезпечення перекладів необхідно регулярно адаптувати до мінливих законодавчих процедур і технологій.
Унаслідок цього дедалі зростає важливість термінології. У ті часи, коли Європейський парламент працював із менш ніж десятьма офіційними мовами, було створено Термінологічний підрозділ (Terminology Division), головним завданням якого була розробка глосаріїв та іншого термінологічного матеріалу. Пізніше цей підрозділ об'єднали зі службою ІТ, утворивши базу даних Euterpe (European Terminology for the European Parliament — «європейська термінологія для Європейського парламенту»).
У міру розвитку міжвідомчих систем пам'яті перекладів (внутрішня Euramis) такі ресурси, як Eurodicautom (Європейська комісія) та Euterpe (Європейський парламент), які раніше були окремими, об'єднали в загальну міжвідомчу термінологічну базу даних IATE (InterActive Terminology for Europe). Ця база даних використовується в перекладацьких службах ЄС з літа 2004 року. У червні 2007 року IATE стала загальнодоступною. Сьогодні база даних містить близько 8,7 млн термінів, а її загальнодоступна версія отримує в середньому 5000 запитів на годину з усіх країн світу.
У 2008 році Парламент вирішив створити службу, яка займалася б координуванням усіх питань, пов'язаних із базою даних IATE, а також термінологічними питаннями, які виникають у перекладацьких підрозділах. Спершу на постійну працю в цій службі було призначено три посадовця. Посадовцям, які були залучені в цей підрозділ пізніше шляхом проведення внутрішніх конкурсів, були призначені певні особливі обов'язки. Постійному персоналу, який наразі налічує десять посадовців, допомагають практиканти-студенти і випускники навчальних закладів, які роблять внесок у роботу підрозділу, використовуючи свої особливі знання й навички під час періоду навчання, який триває від 1 до 6 місяців.
Координування термінології передбачає постійне співробітництво з колективом із 100 термінологів, які відповідають за термінологію у своїх підрозділах і обробляють термінологічні запити, що надходять від TermCoord, груп добровольців, що працюють над певними проектами, і термінологів, що виконують тимчасові роботи для підрозділу тривалістю три місяці. Основним обов'язком тимчасових термінологів є участь у роботі TermCoord в IATE, зокрема оновлення термінології їхньою рідною мовою, а також підтримка зв'язку з перекладацькими підрозділами для ознайомлення з оптимальними методами вирішення питань.

## Міжвідомче співробітництво
Підтримку роботи й фінансування бази даних IATE забезпечують три законодавчих установи (Європейська комісія, Рада Європейського Союзу та Європейський парламент), Європейський соціально-економічний комітет, Комітет регіонів, Європейський суд аудиторів і Центр перекладів для установ Європейського Союзу. До процесу розробки спеціалізованої термінології залучені також Європейський суд, Європейський інвестиційний банк і Європейський центральний банк (ЄЦБ). Іноді термінологічні питання вирішуються із залученням національних органів. І, нарешті, надзвичайно цінним є внесок усіх органів ЄС, роботу яких координує Центр перекладів.
Базою даних IATE керує міжвідомча команда, яку по черзі очолюють представники установ, що беруть участь у роботі IATE або фінансують її. Наразі нею керує Центр перекладів, у якому працює команда, що відповідає за технічне обслуговування й покращення бази даних.
TermCoord представляє Європейський парламент в Адміністративній групі IATE. Остання опікується виконанням завдань і залучає робочі групи з метою постійно вдосконалювати вміст, інтерфейс і функції IATE.

## Випереджувальна термінологія й документація
У 2011 році завдяки співпраці зі Службою розробки й програм TermCoord створив інструмент «Посилання на глосарії» (Glossary Links), який дає користувачам змогу виконувати пошук термінів у низці глосаріїв за ключовими словами, мовами, джерелами й категоріями. Наразі база даних містить посилання приблизно на 1800 багато-, дво- і одномовних загальнодоступних глосаріїв і словників, наявних в Інтернеті. Глосарії класифіковані за різноманітними областями, притаманними використовуваним у Парламенті текстам.
Іншим корисним джерелом є сторінка DocHound — універсальна довідкова сторінка, яка містить посилання на документи різних типів, використовувані в установах ЄС, або відповідні пошукові сторінки, де перекладачі мають змогу знайти численні довідкові документи, які можуть знадобитися їм під час перекладу.

## Термінологічні проекти
Станом на 2010 рік участь у термінологічному проекті стала невіддільною частиною навчання перекладацькій справі, завдяки чому користувачі отримують можливість розвивати свої перекладацькі здібності. Усі практиканти працюють або в рамках одного з поточних тематичних проектів, підготовленого й координованого персоналом TermCoord, або в рамках проекту для конкретної мови, виконуваного певним перекладацьким підрозділом. Практикантам допомагають термінологи їхнього підрозділу: вони перевіряють і затверджують результати їхньої праці, які потім додаються до IATE. Термінологічні проекти охоплюють широкий діапазон тем, які постійно адаптуються залежно від поточних потреб. Наразі проекти стосуються основних термінів у таких областях, як права людини (в IATE цими питаннями опікується Європейський парламент), фінансові ринки, Регламент Європейського парламенту, ЛГБТ (лесбійки, геї, бісексуали та трансгендери), ІТ, а також пошуку термінів за допомогою відповідних інструментів.

## Семінари
TermCoord влаштовує семінари з питань термінології для термінологів та усних і письмових перекладачів з усіх установ ЄС під загальною назвою «Термінологія в мінливому світі перекладу». Ці семінари регулярно привертають увагу широкого загалу до історичного заснування Залу засідань Європейського парламенту в Люксембурзі. На цих семінарах ще не обговорювалася термінологія законодавчих процедур, переклад за допомогою комп'ютера, керування термінологією, «звичайна» й електронна лексикографія, неологізми цифрової ери та юридичний переклад.

## Зовнішні контакти й презентації
Термінологія — це сучасна динамічно еволюціонуюча дисципліна, яка набуває дедалі більшої важливості упродовж кількох останніх десятиліть. У TermCoord переконані, що надзвичайно важливо крокувати в ногу з розвитком теорії та практики термінології і підтримувати зв'язок із фахівцями цієї дисципліни: це дає змогу обмінюватися цінним досвідом і термінологічним матеріалом, який можна надавати перекладачам Європейського парламенту.
З цією метою TermCoord підтримує контакти з великою кількістю університетів, установами й експертами, які розробляють термінологію, через свій загальнодоступний вебсайт, а також за допомогою членства у впливових асоціаціях, як-от Європейська термінологічна асоціація (EAFT), Міжнародний інформаційний термінологічний центр (Infoterm), Міжнародна термінологічна мережа (TermNet) і Rat für Deutschsprachige Terminologie (RaDT). Інший важливий засіб комунікації — сторінка TermCoord у Facebook.
Завдяки контактам в академічних колах TermCoord з одноденними візитами відвідували різноманітні групи студентів і викладачів університетів, а також дослідники. Починаючи з 2012 року, TermCoord співпрацює з відділами мов і термінології в університетах у рамках термінологічних проектів для розвитку IATE. Цей проект співпраці з чотирма університетами (із Болгарії, Бельгії та Латвії), де термінологія викладається в магістратурі, почався як пілотний. Студенти беруть участь у термінологічних проектах, виконуючи вимоги термінологічної роботи для IATE і слідуючи відповідним настановам. Вони досліджують і документують терміни основною мовою оригіналу (англійською або французькою) і цільовою мовою на їхній вибір (однією з офіційних мов ЄС). Отримано дуже позитивні результати. TermCoord готовий співпрацювати також з іншими зацікавленими відділами університетів. Підрозділ з координування термінології підтримує також академічні зв'язки з Люксембурзьким університетом і Університетом Монса.
Крім того, TermCoord бере участь у кількох конференціях і робить презентації на різні теми, що стосуються термінології та діяльності IATE в рамках Європейського парламенту та інших установ ЄС. Серед іншого, було проведено презентацію щодо консолідації термінології в IATE в установах ЄС на конференції JIAMCATT у Турині. Інші приклади термінологічної роботи у Європейському парламенті — Восьма міжнародна конференція Грецького термінологічного товариства в Афінах; бесіда про інструменти з поширення термінології й інформації, використовувані в установах ЄС, на Інженерній конференції з термінології та знань (TEK 2012) у Мадриді та на конференції JIAMCATT у Люксембургу.

## Засоби комунікації
У TermCoord використовують різні засоби комунікації для забезпечення актуальної інформації термінологам і перекладачам у Європейському парламенті та спрощення співпраці всередині Парламенту та між згаданими вище установами. Окрім зустрічей (як особистих, так і за допомогою відеоконференцій) і обміну електронними повідомленнями, як потужні канали комунікації широко використовуються внутрішні вебсайти. Потребу у створенні загальнодоступного вебсайту зумовили широкі контакти TermCoord з університетами й термінологічними організаціями різних країн, оскільки вебсайти установ ЄС доступні лише у внутрішніх мережах. TermCoord регулярно публікує статті з актуальних термінологічних питань і надає велику кількість корисної інформації, матеріалів і ресурсів, пов'язаних із термінологією і перекладом, з метою полегшити працю перекладачів і термінологів. Вебсайти використовуються для оприлюднення матеріалів семінарів, симпозіумів і навчальних занять, а також посилань на термінологічні інформаційні бази та інші сайти, пов'язані з термінологією. Крім того, вебсайти містять велику кількість інших цікавих відомостей, як-от огляди книг, присвячених термінології та перекладу, відомості про міжнародні лінгвістичні конференції, стажування і навчальні відвідування Парламенту, а також доповіді щодо термінології.

## Інформаційні кампанії, бюлетені та брошури
Щороку проводиться кампанія щодо збільшення поінформованості перекладачів про важливість термінології та найостанніші досягнення. Кампанія 2012 року була присвячена можливостям навчання у підрозділі, пропонованим перекладачам, термінологам і практикантам. Кампанія 2013 року заохочувала перекладачів взяти активну участь в опрацюванні термінології у розвитку IATE. Огляд основних видів діяльності підрозділу публікується в щоквартальному бюлетені, призначеному для інформування колег у Парламенті та інших установах ЄС. Брошура, яка видається DG TRAD, присвячена базі даних IATE і важливості термінологічної узгодженості для належної підготовки юридичних документів і високоякісних перекладів. У ній наводиться низка термінів, що стосуються прав людини, — сфери, за яку Європейський парламент відповідає в рамках IATE.
Щоб дізнатися про TermCoord більше, можна завантажити брошуру TermCoord, у якій діяльність підрозділу описана спеціально для сторонніх організацій, яких цікавлять пов'язані з ним питання.

## Заслуги
TermCoord було названо в числі 25 найкращих лінгвістичних блогів 2013 року в категорії «Фахівці з мови». У цій категорії визначаються блоги, підтримувані тими людьми, які використовують своє знання мов у своїй професії, як-от письмові та усні перекладачі та фахівці з локалізації.